# یاک د بوفر
یاک د بوفر (انگلیسی: Jaak De Boever؛ زادهٔ ۲۹ اوت ۱۹۳۷) دوچرخه‌سوار اهل بلژیک است.